# Mayra Barraza
Mayra Barraza (San Salvador, 1966) es una artista plástica reconocida por su trabajo en la figura humana con lo que aborda temas de la identidad y la historia salvadoreña, la problemática urbana, lo efímero y la memoria. 

## Biografía
De padre salvadoreño y madre española, está emparentada con Rodrigo Peñalba (tío abuelo), nicaragüense pionero de la pintura moderna. 
Cuenta con exposiciones individuales y colectivas en El Salvador, Guatemala, Honduras, Perú, Estados Unidos de América y Europa, así como en lugares destacados como el Museo del Barrio en Nueva York, Instituto de Cultura Puertorriqueña, The Corcoran Gallery of Art en Washington, DC, el Centro Atlántico de Arte Contemporáneo en Las Palmas de Gran Canarias, la II Bienal de Lima-Perú o los Centros Culturales de España en Guatemala, Honduras y El Salvador.

## Trayectoria
Inició tempranamente su formación artística con el pintor Roberto Huezo, tomó clases de xilografía con Giovanni Gil y Takako Seko en el CENAR y realiza estudios de Diseño artesanal en la Escuela de Artes Aplicadas “Carlos Alberto Imery” de la Universidad Dr. José Matías Delgado.
Entre 1989 y 1991, cursó la carrera de Licenciatura en Bellas Artes en la Escuela de Arte Corcoran en Washington D. C. (EE UU). Completa la formación artística con la especialización en administración de empresas.
En el dibujo y la pintura, en una primera etapa domina la figura humana y aborda temas como la identidad y la realidad salvadoreña, incluyendo la problemática urbana, lo efímero y la memoria. 
Paulativamente, su proceso creativo incursiona los espacios de poder: el espacio propio que es el cuerpo y los espacios públicos que conforman el cuerpo social que explora en profundidad desde numerosas vertientes estilísticas y técnicas.  Se trata de obras con una perspectiva íntima combinada de contenido social, recurriendo a diferentes formatos, desde un arte figurativo de gran precisión hacia una expresión más abstracta con fuertes contrastes de texturas, incluyendo espacios arquitectónicos a través de instalaciones e intervenciones. 
Ha sido fundadora de colectivos como la Asociación de Mujeres en las Artes (1999), de la que fue vicepresidenta hasta el año 2000 y fundadora del espacio independiente de artistas La Fabri-K (2007). Ha sido curadora de exposiciones como Ruta 06: Intervenciones en el centro histórico de San Salvador (2006) y LIBRo+arte (2005). Ha ejercido la docencia en la Universidad Dr. José Matías Delgado y en la Escuela de Comunicaciones Mónica Herrera, además de dirigir talleres de dibujo artístico y charlas sobre arte en todo el país.
En el ámbito cultural, se ha desempeñado también como Coordinadora General de Casas de la Cultura de El Salvador, Directora Nacional de Espacios de Desarrollo Cultural, Directora de la Sala Nacional de Exposiciones Salarrué y Agregada Cultural de la Embajada de El Salvador en Londres.
Colabora con Y.ES Contemporary Art para El Salvador, siendo miembro del consejo de 2015 a 2018. 
Publica regularmente sobre arte en prensa escrita y fue fundadora y colaboradora (2009-2012) del E-Magazine El Ojo de Adrián sobre arte y literatura.

## Reconocimientos
- Premio Único en la categoría de Instalaciones y Glifo de Plata en la categoría de pintura en la I Bienal de Arte Paiz El Salvador (2001);
- Beca de Residencia Artística en Almería, España, por parte de la Fundación Valparaíso en 2002;
- Primer Premio en el VI Salón de Dibujo de Santo Domingo, República Dominicana (2007);
- Seleccionada por la XXXI Bienal de Pontevedra – Pontevedra (2010).
- Premio MOLAA en la categoría de obras en papel, del Museo de Arte Latinoamericano, Estados Unidos de América (2008);
- Accésit en la III Bienal Iberoamericana de Obra Gráfica 'Ciudad de Cáceres-2016'
- Artista invitada a la 5.ª edición de la Semana del Arte de Berlín-Berlin Art Week.
- Becada por la Fundación Cisneros / Colección Patricia Phelps de Cisneros para asistir a la conferencia anual del Comité Internacional de Museos y Colecciones de Arte Moderno CIMAM en Tokio (2015).
- Desde octubre de 2023 es artista residente del Bow Arts Live & Work scheme de Londres.